# Tiffany Chin
Audrey Tiffany Chin (Chinesisch: 陳婷婷, pinyin: Chén Tíngtíng) (* 10. März 1967 in Toluca Lake, Kalifornien) ist eine ehemalige US-amerikanische Eiskunstläuferin, die im Einzellauf startete.

## Leben
Chin, die in San Diego aufwuchs, wurde 1981 Juniorenweltmeisterin und trat damit anfänglich in die Fußstapfen ihrer Landsfrauen Elaine Zayak und Rosalynn Sumners, die ebenfalls Juniorenweltmeisterinnen geworden waren, bevor sie dies auch bei den Senioren erreichen sollten. 1983 bestritt Chin ihre erste Weltmeisterschaft bei den Senioren und wurde Neunte. Bei ihren ersten und einzigen Olympischen Spiele belegte sie 1984 in Sarajevo den vierten Platz. Dass es zu keiner Medaille reichte, lag vor allem an ihrer schwachen Leistung in der Pflicht, nach der sie nur auf dem zwölften Platz gelegen hatte. So reichten ihr auch das zweitbeste Kurzprogramm und die drittbeste Kür nicht mehr zum Medaillengewinn. 1985 gewann Chin die nationale Meisterschaft und mit Bronze bei der Weltmeisterschaft in Tokio hinter Katarina Witt und Kira Iwanowa ihre erste bedeutende internationale Medaille bei den Senioren. Im Gegensatz zu ihrem Auftritt bei den Olympischen Spielen zeigte sie dabei eine gute Pflichtleistung, die zweitbeste im Feld, machte aber in der Kür einen einfachen aus dem geplanten dreifachen Salchow und stürzte beim doppelten Axel. Nach dem Turnier nahm ihre Mutter Chin acht Monate aus den Wettbewerben heraus und ließ sie wegen des Ungleichgewichts ihrer Muskeln in Hüfte und Beinen behandeln. Nach dieser Pause galt sie als Außenseiterin bei den nationalen Meisterschaften, wurde aber Dritte und qualifizierte sich für die Weltmeisterschaft in Genf, bei der sie überraschend ihre Bronzemedaille verteidigen konnte, diesmal hinter ihrer Landsfrau Debi Thomas und Witt. Nachdem sie die Qualifikation für die Weltmeisterschaft 1987 verpasst hatte, beendete sie ihre Amateurkarriere.
Während ihrer Karriere hatte Chin zahlreiche Trainer, was zu dieser Zeit noch unüblich war und auch kritisiert wurde, unter anderem von Scott Hamilton. Als Kind wurde sie von Mabel Fairbanks trainiert, dann wechselte sie auf deren Empfehlung zu Janet Champion. Chins Mutter Marjorie entließ Champion aber und heuerte Frank Carroll an, der Chin zum Juniorenweltmeistertitel führte. Aufgrund von Streitigkeiten zwischen Carroll und Chins Mutter, beendete Carroll die Zusammenarbeit. Daraufhin wurde John Nicks Chins Trainer. Unter ihm stand sie dreifache Axelsprünge. Nach einem Wachstumsschub und wiederkehrenden Muskelproblemen, die ihr die Fähigkeit für die meisten Dreifachsprünge nahmen, verließ sie Nicks und trainierte bei Don Laws. Chin war eine der wenigen Eiskunstläuferinnen in den Achtzigern, die alle fünf Dreifachsprünge im Repertoire hatte, nach 1985 konnte sie allerdings keinen dreifachen Flip und Toeloop mehr springen. Im Herbst 1986 kehrte sie zu Nicks zurück und dann 1987, bevor sie ihre Karriere beendete, zu Carroll. Danach nahm sie ein Studium der englischen Literatur an der UCLA auf. Später arbeitete sie als Trainerin, u. a. für Beatrisa Liang und Kailani Craine. 1997 heiratete sie Steven Kan und hat mit ihm einen Sohn.

## Ergebnisse
| Wettbewerb / Jahr                | 1981 | 1982 | 1983 | 1984 | 1985 | 1986 | 1987 |
| -------------------------------- | ---- | ---- | ---- | ---- | ---- | ---- | ---- |
| Olympische Winterspiele          |      |      |      | 4.   |      |      |      |
| Weltmeisterschaften              |      |      | 9.   |      | 3.   | 3.   |      |
| Juniorenweltmeisterschaften      | 1.   |      |      |      |      |      |      |
| US-amerikanische Meisterschaften |      | 5.   | 3.   | 2.   | 1.   | 3.   | 4.   |